# The Reckoning (film din 2014)
The Reckoning este un viitor film thriller regizat și scenarizat de John V. Soto, cu Luke Hemsworth, Viva Bianca, Jonathan LaPaglia, Hanna Mangan Lawrence și Alex Williams. Premiera filmului a avut loc pe 10 mai 2014.

## Distribuție
- Luke Hemsworth ca Detectivul Jason Pearson[2]
- Viva Bianca ca Detectivul Jane Lambert
- Jonathan LaPaglia ca Detectivul Robbie Green[2]
- Hanna Mangan Lawrence ca Rachel
- Alex Williams ca AJ
- Tom O'Sullivan - Connor
- Amanda Dow ca Maxine
- Chelsea Williamson ca Abbie Saunders
- Kelsie Anderson ca Sarah
- Renato Fabretti ca Alex

## Producție

### Filmări
Filmările au avut loc în Perth, Australia de Vest, Australia.

## Premii nominalizări
| An   | Festival                          | Categoria     | Rezultat |
| ---- | --------------------------------- | ------------- | -------- |
| 2014 | British Independent Film Festival | Best Director | Câștigat |
| 2014 | British Independent Film Festival | Best Music    | Câștigat |